# Суворов, Игорь Владимирович
Суворов Игорь Владимирович (род. 1932, Ленинград) — живописец, заслуженный художник РФ (2005), член Санкт-Петербургского Союза художников (до 1992 года — Ленинградской организации Союза художников РСФСР).

## Биография
Суворов Игорь Владимирович родился 28 апреля 1932 года в Ленинграде. В Великую Отечественную войну ребёнком пережил блокаду Ленинграда.
В конце 1940-х годов занимался в студии Ленинградского Дворца пионеров и школьников по руководством известного педагога С. Д. Левина. Позднее поступил в Среднюю Художественную школу при Ленинградском институте живописи, скульптуры и архитектуры имени И. Е. Репина.
После окончания СХШ Суворов в 1954 году поступил на факультет живописи Ленинградского института живописи, скульптуры и архитектуры имени И. Е. Репина. Занимался у Валерия Пименова, Леонида Худякова, Александра Зайцева. В 1960 окончил институт по мастерской профессора Бориса Иогансона. Дипломная работа — серия ленинградских пейзажей «Невский проспект», «Набережная Лейтенанта Шмидта», «Сумерки».
После окончания института преподавал в Ленинградском Высшем художественно-промышленном училище имени В. И. Мухиной на кафедре общей живописи. Одновременно много работает творчески, преимущественно в жанре городского пейзажа. Первое участие в выставках относится к 1959 году. С начала 1960-х годов Игорь Суворов постоянно экспонирует свои работы на городских, республиканских и всесоюзных выставках. В 1962 году его принимают в члены Ленинградского отделения Союза художников РСФСР.
На протяжении многих лет художник остаётся верен главной теме своего творчества, избранной ещё в процессе работы над дипломной картиной, — ленинградскому пейзажу. Произведения 1960—1970 годов выдвинули его в число ведущих мастеров этого жанра. Другой темой творчества художника стала нетронутая временем природа северной России: Карелии, Северного Урала, Приладожья, Вологодчины.
28 января 1989 года в залах Ленинградской организации Союза художников РСФСР открылась первая персональная выставка произведений Игоря Суворова, кандидатом искусстведения М. П. Тубли был издан иллюстрированный каталог к ней со статьёй о художнике.
Произведения И. В. Суворова находятся в Государственном Русском музее в Санкт-Петербурге, в музеях и частных собраниях в России, Финляндии, КНР, Японии, Великобритании, Франции и других странах.

## Выставки
- 1960 год (Ленинград): Выставка произведений ленинградских художников 1960 года.
- 1960 год (Ленинград): Выставка произведений ленинградских художников.
- 1961 год (Ленинград): Выставка произведений ленинградских художников 1961 года.
- 1964 год (Ленинград): Ленинград. Зональная выставка.
- 1967 год (Москва): Советская Россия. Третья Республиканская художественная выставка.
- 1971 год (Ленинград): Наш современник. Каталог выставки произведений ленинградских художников 1971 года.
- 1975 год (Ленинград): Наш современник. Зональная выставка произведений ленинградских художников.
- 1975 год (Москва): Советская Россия. Пятая республиканская выставка.
- 1977 год (Ленинград): Выставка произведений ленинградских художников, посвящённая 60-летию Великого Октября.
- 1978 год (Ленинград): Осенняя выставка произведений ленинградских художников.
- 1980 год (Ленинград): Зональная выставка произведений ленинградских художников.